# Cedar Hills, Oregon
Cedar Hills là một khu thống kê và là một khu cư dân nằm trong quận Washington, tiểu bang Oregon, Hoa Kỳ. Nó nằm gần giao lộ của hai xa lộ là Xa lộ Oregon 217 và Quốc lộ Hoa Kỳ 26.
Ban đầu nó nằm trong phần chưa được hợp nhất của Quận Washington. Một phần của nó đã bị thành phố Beaverton sáp nhập và theo một kế hoạch được quận và Beaverton đồng thuận thì phần còn lại của nó sẽ bị sáp nhập hết vào năm 2010. Kế hoạch này bị đa số cư dân của Cedar Hills phản đối.
Dân số theo điều tra dân số vào năm 2000 là 8.949 người.

## Địa lý
Cedar Hills nằm ở vị trí 45°30′15″B 122°48′25″T / 45,50417°B 122,80694°TĐã đưa tham số không hợp lệ vào hàm {{#coordinates:}} (45.504272, -122.806926)1.
Theo Cục điều tra dân số Hoa Kỳ, khu cư dân này có tổng diện tích 2,3 dặm vuông Anh (6,0 km²) trong đó đất chiếm 0,4% diện tích là mặt nước.